# Mariage par correspondance (téléfilm)
Mariage par correspondance (Mail Order Bride) est un téléfilm américain réalisé par Anne Wheeler et diffusé le 8 novembre 2008 sur Hallmark Channel.

## Synopsis
À Boston, à la fin du XIXe siècle, Diana McQueen, une petite arnaqueuse, vit sous la coupe d'un certain Tom Rourke. Après que Rourke l'a battue, la jeune femme s'enfuit et, par le biais d'une amie, rencontre un fermier, Beau Canfield, qui se dit prêt à l'épouser. Diana décide de quitter la ville pour la campagne et accepte la proposition de Beau. La nouvelle madame Canfield s'habitue à son nouveau mode de vie, jusqu'au moment où Rourke réapparaît…

## Fiche technique
- Titre original : Mail Order Bride
- Réalisation : Anne Wheeler
- Scénario : Tippi Dobrofsky
- Photographie : David Pelletier
- Musique : Michael Richard Plowman (en)
- Durée : 88 minutes
- Pays : États-Unis

## Distribution
- Daphne Zuniga : Diana McQueen
- Greg Evigan : Tom Rourke
- Cameron Bancroft : Beau Canfield
- Tom Heaton : Willy
- Katharine Isabelle : Jen
- Vincent Gale : Ghost
- G. Patrick Currie : Kelly
- Angelo Renai : Franco
- Ted Whittall (en) : Aaron Carlyle
- Michael Teigen : Joe
- William MacDonald : le shérif